# Mark Fletcher (homme politique)
Mark Peter Fletcher  (né le 29 septembre 1985)  est un homme politique britannique qui est député de Bolsover de 2019 à 2024.

## Jeunesse et carrière
Il grandit à Doncaster, fréquentant la Ridgewood School et le Jesus College de Cambridge devenant président de l'Union des étudiants de l'Université de Cambridge (CUSU). Il travaille à la Chambre des lords comme chef de cabinet de Dolar Popat, ainsi que pour la société privée de soins de santé Synergix Health.

## Carrière politique
Aux élections de 2015, il se présente dans la circonscription de Doncaster North contre le chef du parti travailliste de l'époque Ed Miliband. Deux ans plus tard, Fletcher est le candidat à Stockton North, où il obtient une augmentation de 8,5% de la part de vote des conservateurs.
Fletcher se présente également pour les élections du gouvernement local en mai 2018 pour le Tower Hamlets London Borough Council, deuxième sur trois candidats conservateurs dans le quartier de Whitechapel et obtient 274 voix. 

## Vie privée
Fletcher est ouvertement gay. Il est marié à Will Knock .